# Thung Si Udom (huyện)
Thung Si Udom (tiếng Thái: ทุ่งศรีอุดม) là một huyện (amphoe) ở tây nam của tỉnh Ubon Ratchathani, đông bắc Thái Lan.

## Địa lý
Các huyện giáp ranh (từ phía bắc theo chiều kim đồng hồ) là: Det Udom, Nam Khun của tỉnh Ubon Ratchathanivà Kantharalak của tỉnh Sisaket.

## Lịch sử
Tiểu huyện (king amphoe) Thung Si Udom đã được lập ngày 1 tháng 4 năm 1992, khi  6 tambon được tách ra từ Det Udom. The inclusion of tambon Thung Thoeng into the new district was undone on ngày 1 tháng 6 năm 1993. Tiểu huyện đã được nâng cấp thành huyện vào ngày 1 tháng 10 năm0 1997.

## Hành chính
Huyện này được chia thành 5 phó huyện (tambon), các đơn vị này lại được chia ra thành 52 làng (muban). Không có khu vực đô thị, có 5 Tổ chức hành chính tambon.
| STT. | Tên          | Tên Thái | Số làng | Dân số |  |
| ---- | ------------ | -------- | ------- | ------ |  |
| 2.   | Nong Om      | หนองอ้ม   | 10      | 5.801  |  |
| 3.   | Na Kasem     | นาเกษม   | 11      | 5.338  |  |
| 4.   | Kut Ruea     | กุดเรือ    | 10      | 5.795  |  |
| 5.   | Khok Chamrae | โคกชำแระ | 10      | 5.661  |  |
| 6.   | Na Hom       | นาห่อม    | 11      | 4.391  |  |

Mã địa lý 1 là của Thung Thoeng, đã được chuyển quan cho huyện Det Udom.